# Czas zabijania (film 1996)
Czas zabijania (oryg. A Time to Kill) – amerykański dramat sądowy z 1996 roku w reżyserii Joela Schumachera, zrealizowany według powieści Johna Grishama o tym samym tytule.

## Obsada
- Matthew McConaughey jako Jake Tyler Brigance
- Sandra Bullock jako Ellen Roark
- Samuel L. Jackson jako Carl Lee Hailey
- Kevin Spacey jako Rufus Buckley
- Oliver Platt jako Harry Rex Vonner
- Charles S. Dutton jako szeryf Ozzie Walls
- Brenda Fricker jako Ethel Twitty
- Donald Sutherland jako Lucien Wilbanks
- Kiefer Sutherland jako Freddie Lee Cobb
- Patrick McGoohan jako sędzia Omar Noose
- Ashley Judd jako Carla Brigance
- Tonea Stewart jako Gwen Hailey
- Rae'Ven Larrymore Kelly jako Tonya Hailey
- Darrin Mitchell jako Skip Hailey
- LaConte McGrew jako Slim Hailey